# Saison 3 de Star Wars: The Clone Wars
Chronologie
Saison 2 Saison 4
La troisième saison de Star Wars: The Clone Wars, série d'animation en 3D américaine, est constituée de vingt-deux épisodes.
Diffusée sur Cartoon Network, elle débute avec les épisodes Les Clones cadets et Les ARC Troopers, diffusés le 17 septembre 2010, et se termine avec les épisodes La Padawan perdue et La Chasse au Wookiee diffusés le 1er avril 2011. En France, elle est diffusée du 2 avril 2011 au 11 juin 2011 sur Cartoon Network.
Aussi nommée Secrets Revealed (en français Secrets révélés) reprend la trame d'épisodes des saisons précédentes pour en montrer la suite ou la préquelle. La saison reçoit des critiques généralement positives, notamment pour sa deuxième moitié. L'épisode Les ARC Troopers est nommée aux Annie Awards dans la catégorie de la meilleure production d'une série télévisée d'animation.
Elle sort ensuite en DVD et disque Blu-ray le 18 octobre 2011 aux États-Unis et le 19 octobre 2011 en France.

## Synopsis
La saison est composée de plusieurs arcs narratifs centrés sur des événements, des personnages ou des lieux :
1. Soldats Clones (2 épisodes) : Ces deux épisodes sont une préquelle et une suite à Les Bleus, un épisode de la première saison, qui illustrent l'équipe Domino, tout d'abord lors de leur première rencontre sur Kamino où ils s'entraînent pour devenir de vrais soldats, puis lors de leur retour sur Kamino où ils doivent faire face à une invasion Séparatiste.
2. Toydaria (1 épisode) : Le sénateur Bail Organa et le représentant Jar Jar Binks tentent de venir en aide au maître Jedi Ima-Gun Di bloqué sur Ryloth, à court de munitions et de vivres à la suite du blocus mené par les Séparatistes. Cet épisode est une préquelle à l'épisode 1 de la saison 1 : Embuscade, épisode dans lequel nous assistons aux négociations avec Maître Yoda évoquée par le roi Katuunko en fin d'épisode.
3. Pantora (1 épisode) : Les Séparatistes ont enlevé les deux filles du Baron Papanoida de Pantora afin de manipuler le Sénat et d'obtenir un traité légitimant le blocus de la Fédération du Commerce sur Pantora. Ahsoka et la sénatrice Chuchi mènent l'enquête pour résoudre cette sombre affaire.
4. Mandalore (2 épisodes) : La sénatrice Padmé Amidala se rend sur Mandalore pour une visite officielle où elle découvre l'ampleur de la corruption qui règne dans l'ombre de la cité. Elle met tout en œuvre pour aider son amie la Duchesse Satine dans la sombre enquête qui les attend. Elle appellera en renfort l'intrépide Ahsoka pour infiltrer l'Académie Royale et démanteler le réseau tout entier.
5. Ahsoka (1 épisode) : Cet épisode est une suite à La Traque mortelle, un épisode de la deuxième saison qui après un crash sur Florrum avait laissé pour morte le chasseuse de prime Aurra Sing. Pourtant elle apparaît clairement dans les visions d'Ahsoka qui décide d'accompagner la  sénatrice Padmé Amidala sur Alderande pour la protéger du terrible assassinat qui la menace.
6. Hutts (2 épisodes) : Ces deux épisodes sont une préquelle et une suite à Prise d'otage, un épisode de la première saison, qui illustrent le chasseur de primes Cad Bane, tout d'abord lors de la préparation de l'évasion de Ziro de la prison de Coruscant, puis lors de la traque de Ziro après sa fuite sur Nal Hutta.
7. Sénat (2 épisodes) : Dans un espoir de paix galactique, la sénatrice Padmé Amidala se rend sur Raxus pour rencontrer Mina Bonteri, une de ses anciennes amies également sénatrice mais du côté Séparatiste. Malheureusement cette dernière est assassiné sur ordre du Comte Dooku et les négociations de paix se dégradent brusquement.
8. Sœurs de la Nuit (3 épisodes) : La jeune Asajj Ventress, trahie par son maître le Comte Dooku, échappe à une mort certaine et décide de retourner sur Dathomir sa planète natale afin de retrouver ses sœurs. La mère Talzin et le clan des Sœurs de la Nuit vont l'aider à échafauder un plan sournois pour se venger de son ancien maître.
9. Mortis (3 épisodes) : Les Jedis Obi-Wan Kenobi et Anakin Skywalker, ainsi que sa padawan Ahsoka, vont se retrouver sur Mortis face à une antique légende Jedi : les Maîtres de la Force, à savoir le Père, la Fille et le Fils. Cette mystérieuse planète réserve bien des surprises à Anakin...
10. Nexus (3 épisodes) : Le maître Jedi Even Piell est capturé et emprisonné avec son équipage dans La Citadelle, une prison Séparatiste imprenable, où ils sont torturés afin d'obtenir les coordonnées secrètes de la route Nexus. L'ordre Jedi envoie Obi-Wan Kenobi et Anakin Skywalker pour mener une opération commando afin de libérer les prisonniers, mais le manque d'information sur la forteresse leur complique fortement la tâchesur le terrain : l'évasion est plus périlleuse que prévu.
11. Trandoshans (2 épisodes) : enlevée par un chasseur Trandoshan durant une mission sur Felucia, Ahsoka se retrouve sur une île perdue sur une lune Trandoshan quelque part dans la galaxie. Sa rencontre avec d'autres prisonniers de l'île lui apprend qu'ils sont en réalité les proies dans un safari mené par des guerriers Trandoshans. Ensemble ils vont lutter pour survivre face à une mort qui les guette à chaque instant. Une rencontre changera leur destin : un Wookiee nommé Chewbacca...

## Distribution

### Principaux et récurrents
| Principaux - Matt Lanter (VF : Emmanuel Garijo ; VQ : Martin Watier) : Anakin Skywalker (16 épisodes) - Ashley Eckstein (VF : Olivia Luccioni ; VQ : Claudia-Laurie Corbeil) : Ahsoka Tano (12 épisodes) - James Arnold Taylor (VF : Bruno Choël ; VQ : François Godin) : Obi-Wan Kenobi (12 épisodes) - Dee Bradley Baker (VF : Serge Biavan ; VQ : Jean-François Beaupré) : les soldats clones (14 épisodes) - Matthew Wood (VF : Emmanuel Garijo ; VQ : Xavier Dolan) : les droïdes de combat, les droïdes commandos, les MagnaGardes (11 épisodes) - Tom Kane (VF : Jean-Claude Donda ; VQ : Pierre Chagnon) : le narrateur (22 épisodes) | Récurrents - R2-D2 (6 épisodes) - Nika Futterman (VF : Laura Blanc) : Asajj Ventress (4 épisodes) - Corey Burton (VF : Pierre Dourlens ; VQ : Guy Nadon) : Comte Dooku / Dark Tyranus (9 épisodes) - Terrence C. Carson (VF : Jean-Paul Pitolin ; VQ : James Hyndman) : Mace Windu (6 épisodes) - Tom Kane (VF : Jean Lescot ; VQ : Jacques Lavallée) : Yoda (6 épisodes) - James Arnold Taylor (VF : Pierre Dourlens) : Plo Koon (7 épisodes) - Anthony Daniels (VF : Roger Carel ; VQ : Luis de Cespedes) : C-3PO (4 épisodes) - Catherine Taber (VF : Sylvie Jacob ; VQ : Aline Pinsonneault) : Padmé Amidala (7 épisodes) - Ian Abercrombie (VF : Georges Claisse ; VQ : Yves Corbeil) : Palpatine / Dark Sidious (5 épisodes) |

### Invités
- Larry Brandenburg (VF : Thierry Murzeau) : Bric (épisode 1)
- Nolan North : El-Les (épisode 1)
- Bob Bergen (VF : Patrick Floersheim) : Lama Su (épisodes 1 et 2)
- Tasia Valenza (VF : Clara Borras) : Shaak Ti (épisodes 1 et 2)
- Dee Bradley Baker (VF : Emmanuel Garijo) : les Aqua droïdes (épisode 2)
- Tom Kane (VF : Jean-Luc Kayser) : Wullf Yularen (épisode 2)
- Daniel Logan (VF : Brice Ournac) : les clones cadets (épisode 2)
- Matthew Wood (VF : Gérard Darier ; VQ : Louis-Philippe Dandenault) : général Grievous (épisodes 2 et 10)
- James Arnold Taylor : ordinateur de Kamino (épisodes 1 et 2)
- Robin Atkin Downes : Ima-Gun Di (épisode 3)
- Robin Atkin Downes (VF : Sébastien Desjours) : Cham Syndulla (épisode 3)
- Ahmed Best (VF : Roland Timsit ; VQ : Sébastien Dhavernas) : Jar Jar Binks (épisode 3)
- Ahmed Best : Ministre de la Défense Toydarien (épisode 3)
- Terrence C. Carson : Ministre de la Justice Toydarien (épisode 3)
- Gideon Emery (VF : Hervé Jolly) : Lott Dod (épisodes 3 et 10)
- Phil LaMarr (VF : Bertrand Liebert) : Bail Organa (épisodes 3, 10 et 11)
- Phil LaMarr (VF : Patrick Béthune) : Orn Free Taa (épisodes 3, 10 et 11)
- James Arnold Taylor (VF : Emmanuel Karsen) : amiral Dao (épisode 3)
- Jennifer Hale (VF : Fily Keita) : sénatrice Riyo Chuchi (épisode 4)
- Corey Burton (VF : Serge Blumental) : baron Notluwiski Papanoida (épisode 4)
- Seth Green : Ion Papanoida (épisode 4)
- Nika Futterman : Chi Eekway Papanoida (épisode 4)
- Meredith Salenger : Che Amanwe Papanoida (épisode 4)
- James Arnold Taylor : Fong Do (épisode 4)
- Julian Holloway (VF : Jean Barney) : Premier ministre Almec (épisodes 5 et 6)
- Anna Graves (VF : Véronique Borgias) : duchesse Satine Kryze (épisodes 5 et 6)
- Whit Hertford (VF : Hervé Grull) : Korkie Kryze (épisode 6)
- Omid Atbahi (VF : Arthur Pestel) : Amis (épisode 6)
- Ryan Templeton : Lagos (épisode 6)
- Ashley Moynihan : Soniee (épisode 6)
- Dee Bradley Baker, Julian Holloway et Gregory Baldwin : gardes de Mandalore (épisodes 5 et 6)
- Tom Kane : médecin d'un hôpital de Mandalore, capitaine de la police de Mandalore (épisodes 5 et 6)
- Matt Lanter et Tom Kane : officiers des services secrets de Mandalore (épisodes 5 et 6)
- Jaime King (VF : Laëtitia Lefèbvre) : Aurra Sing (épisode 7)
- Flo DiRe (VF : Lily Baron) : Jocasta Nu (épisode 7)
- Corey Burton (VF : Daniel Delabesse ; VQ : Bernard Fortin) : Ziro le Hutt (épisode 7 et 9)
- Terrence C. Carson (VF : Patrick Floersheim) : sénateur Aang (épisode 8)
- Jeffrey Goldman : droïde pâtissier (épisode 8)
- Seth Green (VF : William Coryn) : Todo 360 (épisodes 8 et 9)
- Corey Burton : chauffeur de Padmé, Chata Hyoki, Gobi Glie, Halsey
- Corey Burton (VF : Vincent Violette) : Cad Bane (épisodes 8 et 9)
- Al Rodrigo (VF : Boris Rehlinger) : Quinlan Vos (épisode 9)
- Nika Futterman (VF : Marie-Charlotte Leclaire) : Sy Snootles (épisode 9)
- Kath Soucie (VF : Dorothée Jemma) : Mina Bonteri (épisode 10)
- Jason Spisak : Lux Bonteri (épisode 10)
- Jason Spisak : sénateur Christo (épisode 10)
- Dee Bradley Baker (VF : Marc Perez ; VQ : Tristan Harvey) : Onaconda Farr (épisode 10)
- Robin Atkin Downes : garde Patoran
- Kath Soucie (VF : Caroline Beaune) : Mon Mothma (épisode 10)
- Phil LaMarr (VF : Jean-Pierre Gernez) : Gume Saam (épisode 10)
- Gideon Emery : Kerch Kushi (épisode 10)
- Corey Burton (VF : Marc Perez) : Nix Card (épisode 10)
- Stephen Stanton (VF : Jean-Pierre Leroux) : Mas Amedda (épisode 10)
- Dee Bradley Baker (VF : Jean-Claude Donda) : Mot-Not Rab (épisode 10),
- Dee Bradley Baker (VF : Jean-Claude Donda) : amiral Coburn
- Jameelah McMillan (VF : Colette Venhard) : Halle Burtoni (épisode 10)
- Dee Bradley Baker (VF : Patrick Raynal) : Robonino (épisode 11)
- Phil LaMarr : garde d'Alderaan (épisode 11)
- Ashley Moynihan : Teckla Minnau (épisode 11)
- Stephen Stanton (VF : Denis Boileau) : Mak Plain (épisode 11)
- Stephen Stanton (VF : Jean-Claude Donda) : Edcel Bar Gane (épisodes 10 et 11)
- Jason Spisak (VF : Marc Perez) : Zinn Paulness (épisodes 10 et 11)
- Jason Spisak : garde de Coruscant (épisodes 10 et 11)
- Dee Bradley Baker (VF : Serge Biavan) : Ratch (épisode 12)
- Corey Burton (VF : Raphaël Cohen) : Ky Narec (épisode 12)
- Barbara Goodson (VF : Cathy Cerdà) : Mère Talzin (épisodes 12 à 14)
- Cara Pifko (VF : Céline Melloul) : Naa'leth (épisodes 12 et 13)
- Catherine Taber : Karis (épisodes 12 et 13)
- Clancy Brown (VF : Michel Vigné) : Savage Opress (épisodes 13 et 14)
- Stephen Stanton (VF : Serge Biavan) : Frère Viscus (épisode 13)
- Corey Burton, Clancy Brown et Stephen Stanton : Frères de la Nuit (épisode 13)
- Dee Bradley Baker (VF : Jean-Michel Martial) : Saesee Tiin (épisodes 14, 19 et 20)
- Angelique Perrin (VF : Julie Dumas) : Adi Gallia (épisodes 14 et 20)
- Angelique Perrin : Talia (épisodes 12 à 14)
- Brian George (VF : Denis Boileau) : roi Katuunko (épisodes 3, 11 et 14)
- Lloyd Sherr (VF : Jean-Claude Balard) : le Père (planète Mortis) (épisodes 15 à 17)
- Sam Witwer (VF : Nessym Guetat) : le Fils (planète Mortis) (épisodes 15 à 17)
- Adrienne Wilkinson (VF : Barbara Beretta) : la Fille (planète Mortis) (épisodes 15 à 17)
- Liam Neeson (VF : Jean-Louis Faure) : Qui-Gon Jinn (épisodes 15 et 17)
- Pernilla August (VF : Nathalie Juvet) : Shmi Skywalker (épisodes 15)
- James Arnold Taylor (VF : Patrick Raynal) : Osi Sobeck (épisodes 18 à 20)
- Blair Bess : Even Piell (épisodes 18 à 20)
- Stephen Stanton (VF : Pierre Laurent) : capitaine Tarkin (épisodes 18 à 20)
- Gwendoline Yeo (VF : Malvina Germain) : Kalifa (épisode 21)
- James Arnold Taylor : Katt Mol (épisode 21)
- Sunil Malhotra (VF : Stanislas Forlani) : Jinx (épisodes 21 et 22)
- Cam Clarke : O-Mer (épisodes 21 et 22)
- Richard Green : Lo-Taren, Krix (épisodes 21 et 22)
- Zach Hanks (VF : Patrick Raynal)  : Garnac (épisodes 21 et 22)
- James Arnold Taylor : Lagon (épisodes 21 et 22)
- Matt Lanter : Ratter, Clutch (épisodes 21 et 22)
- Kevin Thoms (VF : Jean-Claude Donda) : Dar (épisodes 21 et 22)
- Jeff Anderson : Smug (épisodes 21 et 22)
- Anna Graves (VF : Malvina Germain) : Sugi (épisode 22)
- Dee Bradley Baker : Arok le Hutt, droïde commerçant, 99, Knox, Sochek, Goron, droïde de torture
- James Arnold Taylor, Phil LaMarr, Corey Burton, Gary Scheppke, Tom Kane, Matt Lanter, Matthew Wood, Cara Pifko, Ashley Eckstein, Dee Bradley Baker et Catherine Taber : les droïdes tactiques

 Sources et légende : version française (VF) sur RS Doublage et Planète Jeunesse, version québécoise (VQ) sur Doublage.qc.ca.

## Liste des épisodes

### Épisode 1:Les Clones cadets
- États-Unis : 17 septembre 2010 sur Cartoon Network
- France :
  - 2 avril 2011 sur Cartoon Network
  - 24 octobre 2011 sur W9

- États-Unis : 2,42 millions de téléspectateurs[5] (première diffusion)

Sur Kamino, planète natale des clones, la maître Jedi Shaak Ti supervise l'entraînement des clones avec l'aide de chasseurs de primes consultants : Bric et El-Les. Dans une salle d'entraînement, un groupe de cinq clones cadets, l'escouade Domino, affronte des droïdes sur un champ de bataille virtuel dans le but d'abattre tous les droïdes et d'atteindre un bâton en hauteur. Cependant, ils ne parviennent pas à travailler en équipe et échouent une nouvelle fois à l'entraînement. Par la suite, le commandant Colt arrive afin de voir les performances des escouades. Une section, Bravo, qui a réussi l'entraînement en un temps record, parvient à impressionner le commandant en repassant le test. Peu après, c'est l'escouade Domino qui l'effectue mais est interrompue par le commandant en raison du non-respect des ordres et de l'abandon d'un soldat, ce qui disqualifie l'escouade. Du côté des chasseurs de primes, Bric ne croit pas en ces clones et désire qu'ils soient affectés à la maintenance comme 99, un clone malformé, tandis qu'El-Les croit en eux et les définis comme les meilleurs. Shaak Ti prend alors la décision de leur laisser une dernière chance et explique qu'ils doivent être unis pour gagner.
- Cet épisode est une préquelle à Les Bleus, un épisode de la première saison qui illustre l'équipe Domino stationnée sur la base de Rishi. Il explique les origines des surnoms utilisés par Hevy, Echo, Droidbait, Cutup et Fives[6].
- Les designs des baraquements des clones sont des concepts originellement développés pour L'Attaque des clones, qui ont été explorés par l'équipe du film, mais jamais terminés[6].
- Le script décrit initialement Bric en tant qu'humain, mais sa conception fut remplacée et inspirée par l'alien Brainee repéré dans la Cantina de Mos Eisley dans Un nouvel espoir[6].

### Épisode 2:Les ARC Troopers
- États-Unis : 17 septembre 2010 sur Cartoon Network
- France :
  - 2 avril 2011 sur Cartoon Network
  - 24 octobre 2011 sur W9

- États-Unis : 2,42 millions de téléspectateurs[5] (première diffusion)

Après la destruction de la base de Rishi plus tôt dans la guerre des clones, la République a intercepté une transmission entre Asajj Ventress et le général Grievous, qui prévoient d'attaquer Kamino. Anakin Skywalker et Obi-Wan Kenobi se pressent sur Kamino pour avertir le maître Jedi Shaak Ti et Lama Su d'une prochaine invasion. 99 accueille Echo et Cinq de leur retour, mais est attristé d'apprendre que Hevy, qui lui a donné sa médaille, s'est sacrifié leur de la bataille de Rishi.
Peu de temps, une flotte séparatiste arrive et une bataille spatiale s'ensuit. Anakin mène les forces spatiales de la République contre les attaquants, marquant plusieurs coups graves contre l'ennemi - ou ce qu'il semble. Suspicieux, Obi-Wan se déplace sous l'eau, où il découvre que les débris tombant dans l'océan Kaminoan sont en fait des composants pour les embarcations d'attaque en cours d'assemblage par des droïdes Aqua. Les droïdes le repèrent et l'attaquent, il parvient à s'échapper sur le dos d'un aiwha. L'embarcation d'attaque assemblée commence à attaquer la ville de Tipoca, brisant les murs et déposant ses droïde d'assaut à l'intérieur, avec Grievous et Ventress. Les deux dirigeants séparatistes procèdent à attaquer deux cibles clés : Grievous attaque la caserne pour tuer tous les clones qu'il peut y trouver tandis que Ventress s'empresse de voler l'ADN des clones. Cependant, Obi-Wan a réussi à revenir et à rappeler Anakin à la ville ; tandis qu'Obi-Wan affronte Grievous, Anakin engage Ventress au combat. Grievous s'échappe lorsqu'une unité Trident écrase la plate-forme sur laquelle il se trouve ; Obi-Wan semble tomber à sa mort, mais est sauvé à nouveau par l'aiwha. Avec l'aide d'un peloton de soldats clones, Anakin sécurise l'échantillon d'ADN de Ventress, mais elle parvient à sauter sur la nacelle d'évasion de Grievous et à s'échapper.
Pendant ce temps, Fives et Echo détruisent les Aqua droïdes, où ils sont rejoints par 99 leur apportant des munitions et un groupe de jeunes perdus. Ils se retirent dans la caserne, où Cody et Rex se trouvent également. Bien que leurs chances ne semblent pas bonnes, Fives et Echo réussissent à remonter le moral des jeunes cadets, et 99 leur montre le chemin vers une armurerie à proximité, où ils se ré-équipent. Les soldats réussissent alors à détruire tous leurs agresseurs, mais 99 est tué alors qu'il tentait d'obtenir plus de munitions pour ses frères.
- Cet épisode est une postérieur à Les Bleus, un épisode de la première saison qui illustre l'équipe Domino stationnée sur la base de Rishi.

L'action devait suivre directement des événements de cet épisode, mais a plutôt été déplacé plus tard dans la chronologie pour donner aux soldats Echo et Fives plus d'expérience avant leur promotion en tant que soldats ARC.
- La conception des aiwhas - ou baleines volantes - remonte à la production de L'Empire contre-attaque. L'illustrateur Ralph McQuarrie a d'abord dessiné des créatures volantes ressemblant à des baleines pour habiter les nuages de Bespin. Puis abandonnés, ils ont été esquissés comme des créatures possibles dans Le Retour du Jedi, puis comme monture pour les Gungans de Naboo dans La Menace fantôme. Ils ont finalement été montrés à l'écran, en tant que créatures des océans de Kamino dans L'Attaque des clones en 2002[7].
- La série assure une fois de plus le fait qu'Anakin Skywalker et le général Grievous ne se croisent pas. Comme expliqué dans le dialogue de La Revanche des Sith, ils ne se rencontrent qu'après la mort du comte Dooku[7].
- La scène du baiser entre Ventress et le commandant Colt a été censuré par Cartoon Network.

### Épisode 3:Les Renforts
- États-Unis : 24 septembre 2010 sur Cartoon Network
- France :
  - 9 avril 2011 sur Cartoon Network
  - 24 octobre 2011 sur W9

- États-Unis : 1,69 million de téléspectateurs[8] (première diffusion)

Avec le blocus et l'assaut Séparatiste sur Ryloth, le maître Jedi Ima-Gun Di et ses forces sont bloqués à la surface, à court de munitions, de provisions et de renforts. Tandis qu'ils continuent vaillamment de lutter avec le résistant Twi'lek Cham Syndulla, le conseil Jedi, averti de la situation, demande au sénateur Bail Organa, rejoint par le représentant Jar Jar Binks, de convaincre le roi Katuunko de Toydaria d'utiliser la planète pour acheminer des croiseurs anti-blocus vers Ryloth. Cependant, les Séparatistes captent la transmission et Dooku envoi le sénateur de la Fédération du commerce, Lott Dod, sur Toydaria afin d'empêcher l'acheminement. Après avoir décrit la situation au roi, Organa est interrompu par l'arrivée de Dod qui explique l'existence d'un blocus Séparatiste. Toydaria étant un système neutre, s'ils aident la République cela annulera leur neutralité. Le débat étant ouvert, Organa assure qu'il s'agit seulement d'une mission humanitaire, ce qui respecte les idéaux de Toydaria. Dod, quant à lui, explique qu'il s'agit plus d'une mission militaire qu'humanitaire et que le Sénat Séparatiste y verra une violation de neutralité et que la Fédération ne pourra donc plus faire du commerce avec Toydaria.
- Cet épisode est une préquelle à Embuscade, le premier épisode de la première saison ainsi que la trilogie Ryloth qui a terminé la première saison. L'épisode établit comment le roi Katuunko a été convaincu pour rencontrer le Maître Jedi Yoda, et l'effort de la République qui a aidé Cham Syndulla. Dans l'ordre, Les Renforts serait suivi de Embuscade, Tempête sur Ryloth, Les Innocents de Ryloth et Liberté sur Ryloth[9].

### Épisode 4:La Sphère de l'influence
- États-Unis : 1er octobre 2010 sur Cartoon Network
- France :
  - 9 avril 2011 sur Cartoon Network
  - 25 octobre 2011 sur W9

- États-Unis : 1,88 million de téléspectateurs[10] (première diffusion)

### Épisode 5:Corruption
- États-Unis : 8 octobre 2010 sur Cartoon Network
- France :
  - 16 avril 2011 sur Cartoon Network
  - 25 octobre 2011 sur W9

- États-Unis : 1,78 million de téléspectateurs[11] (première diffusion)

### Épisode 6:L’Académie
- États-Unis : 15 octobre 2010 sur Cartoon Network
- France :
  - 16 avril 2011 sur Cartoon Network
  - 25 octobre 2011 sur W9

- États-Unis : 1,79 million de téléspectateurs[12] (première diffusion)

### Épisode 7:Assassin
- États-Unis : 22 octobre 2010 sur Cartoon Network
- France :
  - 23 avril 2011 sur Cartoon Network
  - 26 octobre 2011 sur W9

- États-Unis : 1,85 million de téléspectateurs[13] (première diffusion)

### Épisode 8:Plans malveillants
- États-Unis : 5 novembre 2010 sur Cartoon Network
- France :
  - 23 avril 2011 sur Cartoon Network
  - 26 octobre 2011 sur W9

- États-Unis : 1,84 million de téléspectateurs[14] (première diffusion)

### Épisode 9:La Chasse de Ziro
- États-Unis : 12 novembre 2010 sur Cartoon Network
- France :
  - 30 avril 2011 sur Cartoon Network
  - 26 octobre 2011 sur W9

- États-Unis : 1,76 million de téléspectateurs[15] (première diffusion)

### Épisode 10:Héros des deux côtés
- États-Unis : 19 novembre 2010 sur Cartoon Network
- France :
  - 30 avril 2011 sur Cartoon Network
  - 27 octobre 2011 sur W9

- États-Unis : 1,75 million de téléspectateurs[16] (première diffusion)

### Épisode 11:À la poursuite de la paix
- États-Unis : 3 décembre 2010 sur Cartoon Network
- France :
  - 7 mai 2011 sur Cartoon Network
  - 27 octobre 2011 sur W9

- États-Unis : 1,61 million de téléspectateurs[17] (première diffusion)

### Épisode 12:Les Sœurs de la nuit
- États-Unis : 7 janvier 2011 sur Cartoon Network
- France :
  - 7 mai 2011 sur Cartoon Network
  - 27 octobre 2011 sur W9

- États-Unis : 1,86 million de téléspectateurs[18] (première diffusion)

### Épisode 13:Monstre
- États-Unis : 14 janvier 2011 sur Cartoon Network
- France :
  - 14 mai 2011 sur Cartoon Network
  - 28 octobre 2011 sur W9

### Épisode 14:Les Sorcières de la brume
- États-Unis : 21 janvier 2011 sur Cartoon Network
- France :
  - 14 mai 2011 sur Cartoon Network
  - 28 octobre 2011 sur W9

- États-Unis : 2,21 millions de téléspectateurs[19] (première diffusion)

### Épisode 15:Les Grands Seigneurs
- États-Unis : 28 janvier 2011 sur Cartoon Network
- France :
  - 21 mai 2011 sur Cartoon Network
  - 28 octobre 2011 sur W9

- États-Unis : 1,74 million de téléspectateurs[21] (première diffusion)

### Épisode 16:L’Autel de Mortis
- États-Unis : 4 février 2011 sur Cartoon Network
- France :
  - 21 mai 2011 sur Cartoon Network
  - 31 octobre 2011 sur W9

- États-Unis : 2,29 millions de téléspectateurs[22] (première diffusion)

### Épisode 17:Les Fantômes de Mortis
- États-Unis : 11 février 2011 sur Cartoon Network
- France :
  - 28 mai 2011 sur Cartoon Network
  - 31 octobre 2011 sur W9

- États-Unis : 2,24 millions de téléspectateurs[23] (première diffusion)

### Épisode 18:La Citadelle
- États-Unis : 18 février 2011 sur Cartoon Network
- France :
  - 28 mai 2011 sur Cartoon Network
  - 31 octobre 2011 sur W9

- États-Unis : 1,84 million de téléspectateurs[24] (première diffusion)

### Épisode 19:Contre-attaque
- États-Unis : 4 mars 2011 sur Cartoon Network
- France :
  - 4 juin 2011 sur Cartoon Network
  - 2 novembre 2011 sur W9

- États-Unis : 1,87 million de téléspectateurs[25] (première diffusion)

### Épisode 20:Sauvetage à la citadelle
- États-Unis : 11 mars 2011 sur Cartoon Network
- France :
  - 4 juin 2011 sur Cartoon Network
  - 2 novembre 2011 sur W9

- États-Unis : 1,55 million de téléspectateurs[26] (première diffusion)

### Épisode 21:La Padawan perdue
- États-Unis : 1er avril 2011 sur Cartoon Network
- France :
  - 11 juin 2011 sur Cartoon Network
  - 2 novembre 2011 sur W9

- États-Unis : 2,31 millions de téléspectateurs[27] (première diffusion)

### Épisode 22:La Chasse au Wookiee
- États-Unis : 1er avril 2011 sur Cartoon Network
- France :
  - 11 juin 2011 sur Cartoon Network
  - 2 novembre 2011 sur W9

- États-Unis : 2,31 millions de téléspectateurs[27] (première diffusion)